# Dorian Dervite
Dorian Dervite (Lilla, 25 luglio 1988) è un calciatore francese, difensore del Sassport Boezinge.

## Carriera

### Nazionale
Il 5 settembre 2009 ha giocato con la nazionale francese Under-21 la partita di qualificazione al campionato europeo di calcio Under-21 2011 contro i pari età della Slovenia (1-3 il risultato).